# 피라즈 전투
피라즈 전투는 이슬람 제국의 확장 과정에서 이뤄진, 메소포타피아의 피라즈에서 있었던 이슬람군과 사산 왕조, 비잔티움 제국, 그리고 아랍인 기독교도의 연합군 간의 전투로, 이 전투에서 할리드 이븐 알 왈리드가 지휘한 이슬람군이 10배가 넘는 적을 물리치고 승리하였다.